# Drosophila eskoi
Drosophila eskoi is een vliegensoort uit de familie van de fruitvliegen (Drosophilidae). De wetenschappelijke naam van de soort is voor het eerst geldig gepubliceerd in 1974 door Lakovaara & Lankinen.